# 今津砲台

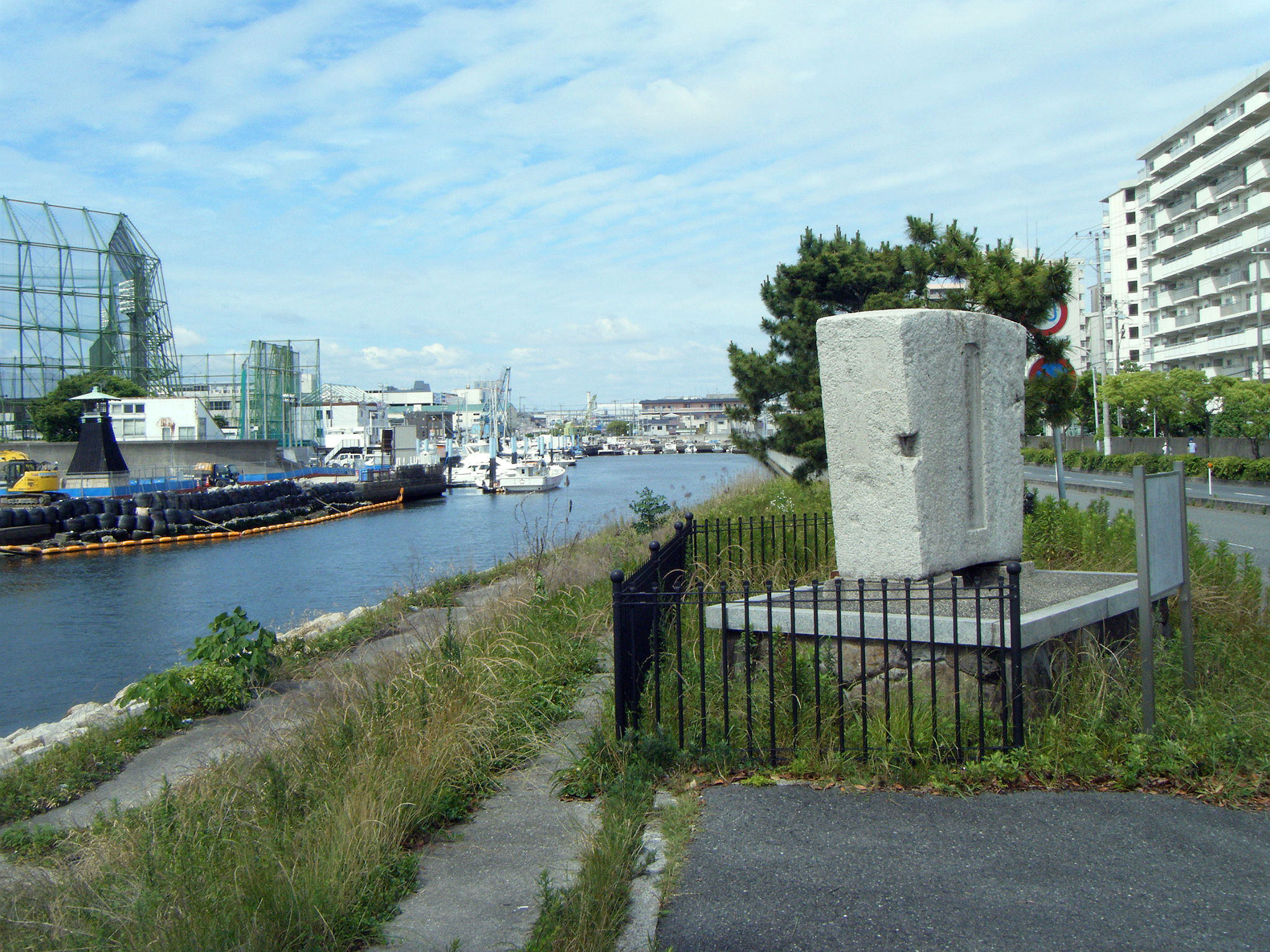
今津海岸砲台記念石　左は今津灯台

今津砲台（いまづ-ほうだい）は、兵庫県西宮市今津に設営されていた砲台。その後「今津海岸砲台記念石」として今津堡塔の残石で出来た記念碑が建てられている。

## 概要
砲台は武庫郡今津村の海岸（現・西宮市今津真砂町）に建てられていた。記念碑の案内板には高さ10-12m、直径十数mの石造（花崗岩）で、2層目に空けられた砲眼より大砲で四方を狙うことが可能であったと記されている。
- 記念碑所在地 - 兵庫県西宮市今津真砂町北緯34度43分11.5秒 東経135度20分44.3秒座標: 北緯34度43分11.5秒 東経135度20分44.3秒

## 歴史

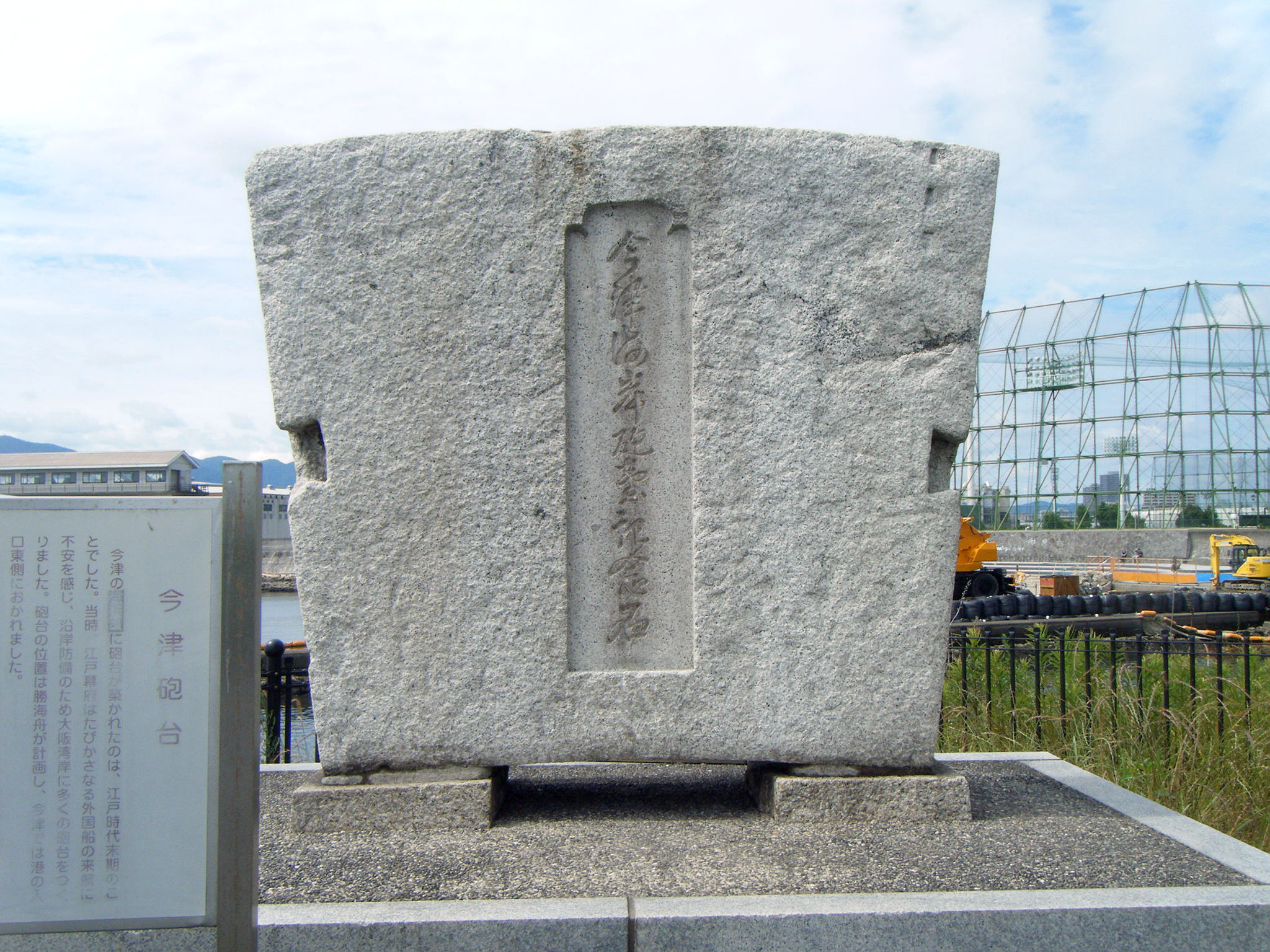
記念石・正面

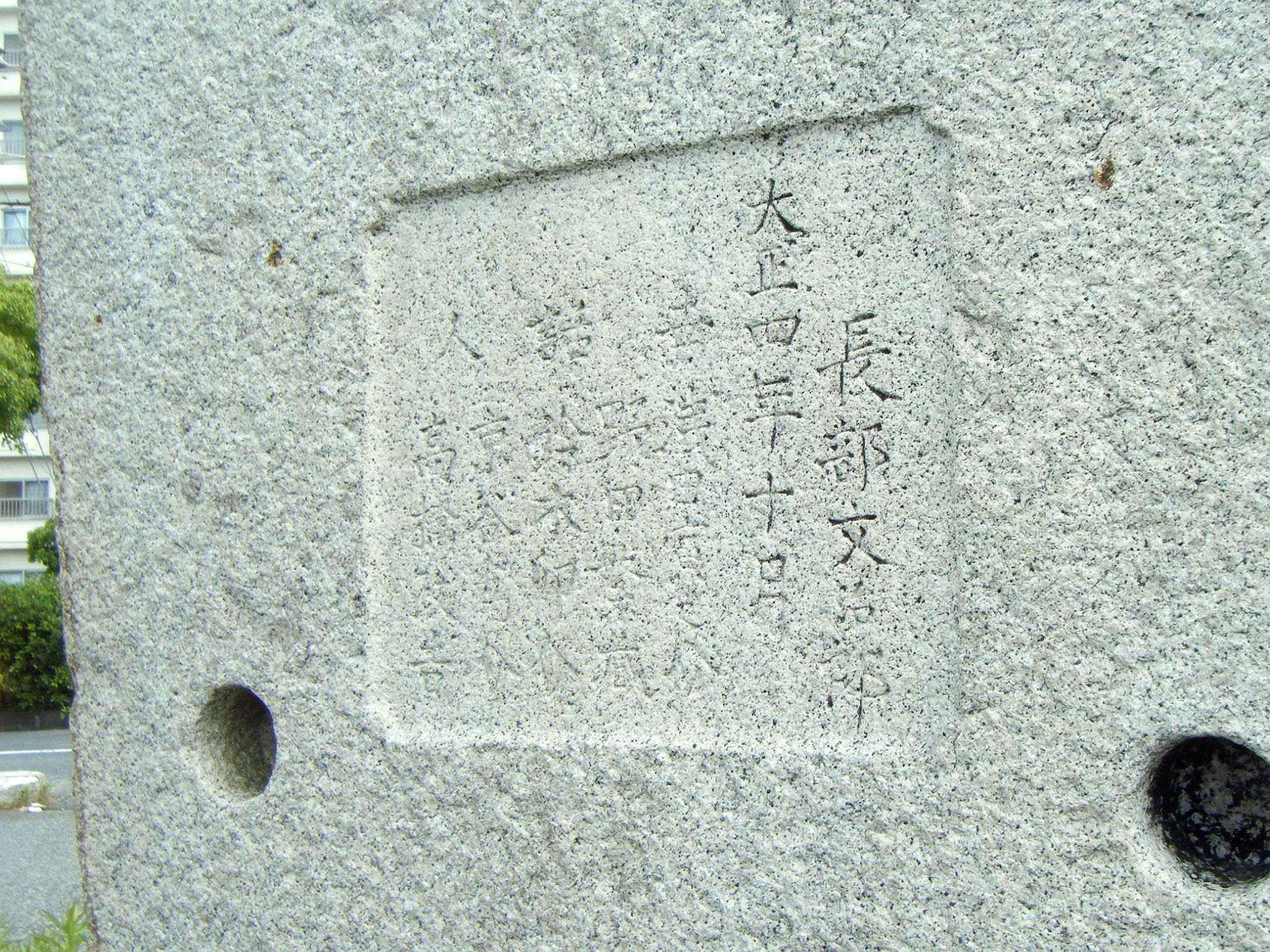
記念石・背面　大正四年十月の刻銘が見られる

幕末の頃、国防に不安を感じていた江戸幕府では勝海舟の建議を取り入れ、文久3年（1863年）、大坂湾の海防のために和田岬砲台、舞子砲台、西宮砲台などと共に砲台の建設が開始された。
基礎工事（地杭打ち）では砂地へ1,157本もの松杭が打ち込まれた。建設に必要な御影石（花崗岩）は主に、備中小田郡の島々（現・岡山県笠岡市）より切り出し、海路にて運搬された。熟練工を多く招集し突貫工事で建設が進められ、慶応2年（1866年）に竣工した。
明治元年（1868年）、陸軍省の所有となった今津砲台は、他の砲台と共に売却が宣告されたものの一旦は中止となる。だが明治43年（1910年）に海軍省より民間へと払い下げられ、大正4年（1915年）に解体、砲台の石材の一部を利用して「今津海岸砲台記念石」と刻まれた記念碑が作られ、福應神社へ奉納された。
その後平成7年（1995年）の阪神・淡路大震災による同社の被災・復興を経て、記念碑はかつての砲台が建設された地域へ移設されている。

### 年表
- 文久3年（1863年）8月3日 - 工事着工[2]
- 慶応2年（1866年） - 竣工
- 大正4年（1915年）10月 - 解体、「今津海岸砲台記念石」が福應神社へ奉納される

## 交通
- 阪神電車甲子園駅から阪神バス「浜甲子園」行で「南甲子園小学校前」下車、西へ徒歩約10分。